# Lethata angusta
Lethata angusta es una especie de polilla del género Lethata, orden Lepidoptera.
Fue descrita científicamente por Duckworth en 1967.

## Descripción
Su envergadura es de 28 mm.

## Distribución
Se encuentra en Brasil.